# Exposition Internationale du Surréalisme

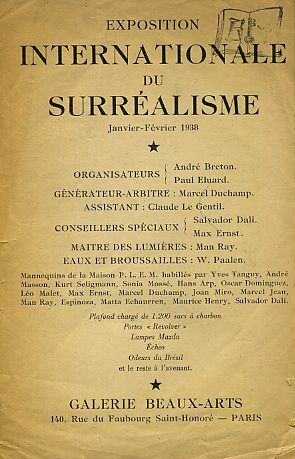
Titelseite des Katalogs zur Ausstellung in der Galerie Beaux-Arts, Paris 1938

Die Exposition Internationale du Surréalisme war eine Ausstellung von Künstlern des Surrealismus, die vom 17. Januar bis zum 24. Februar des Jahres 1938 in der von Georges Wildenstein geführten, großzügig ausgestatteten Galerie Beaux-Arts, 140, Rue du Faubourg Saint-Honoré in Paris, stattfand. Organisatoren waren der französische Schriftsteller André Breton, der Kopf und Theoretiker der Surrealisten, sowie der bekannteste Poet der Bewegung, Paul Éluard. Im Katalog genannt waren ferner Marcel Duchamp als Generator und Schlichter (vor allem für die ständigen Zwistigkeiten zwischen den tief zerstrittenen Freunden Breton und Éluard, sowie der Stellungskämpfe zwischen den beteiligten Künstlern), Salvador Dalí und Max Ernst als technische Beiräte sowie Man Ray als Beleuchtungsmeister und Wolfgang Paalen als verantwortlich für Wasser und Buschwerk. Die in drei Abteilungen inszenierte Ausstellung zeigte neben den präsentierten Gemälden und Objekten sehr unterschiedlich umgestaltete Schaufensterpuppen und ungewöhnlich dekorierte Räume. Mit dieser Ausstellung schrieb die surrealistische Bewegung mit ihrer Totalinszenierung – im Sinne eines surrealistischen Gesamtkunstwerks – Ausstellungsgeschichte.

## Vorgeschichte

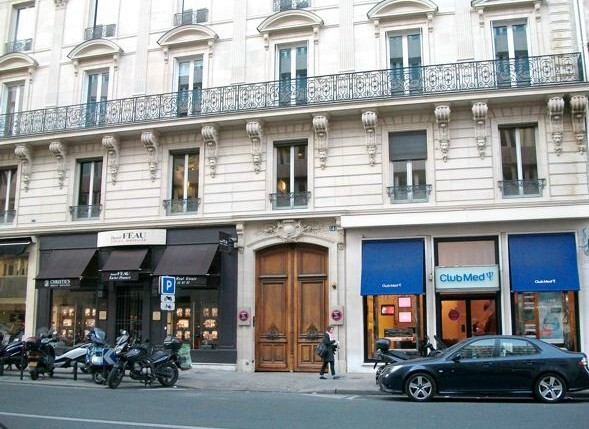
Das 1860 erbaute Haus in der 140, Rue du Faubourg Saint-Honoré in Paris, in dem die Ausstellung 1938 stattfand, im Jahr 2011

Die surrealistischen Künstler hatten zuvor ihre Werke in Einzelausstellungen gezeigt, bevor im November 1925 in Pierre Loebs Galerie Pierre in Paris ihre erste Gemeinschaftsausstellung stattfand. Sie zeigte Arbeiten von Giorgio de Chirico, Hans Arp, Max Ernst, Paul Klee, Man Ray, André Masson, Joan Miró, Pablo Picasso sowie Pierre Roy. 1928 folgte eine weitere gemeinschaftliche Ausstellung in der Pariser Galerie Au Sacre du Printemps unter dem Titel: Le Surréalisme, existe-t-il? (Existiert der Surrealismus?). Teilnehmer waren unter anderem Max Ernst, André Masson, Joan Miró, Francis Picabia und Yves Tanguy. Weitere gemeinsame Ausstellungen folgten: 1931 fand im Wadsworth Atheneum in Hartford/Connecticut die erste surrealistische Ausstellung in den Vereinigten Staaten und im Mai 1936 die Exposition Surréaliste d’Objets in der Pariser Galerie Charles Ratton statt, die eine besondere Bedeutung auf die Objektkunst legte und sich dabei auf den Primitivismus, die Fetische und die mathematischen Modelle berief. Im Juni desselben Jahres fand die International Surrealist Exhibition in den New Burlington Galleries in London statt. Diese Ausstellungen wiesen noch die übliche Form der Präsentation auf, den Weißen Raum, der in der Sonderbundausstellung 1912 in Köln geprägt worden war. Breton wollte jedoch 1938 in der Galerie Beaux-Arts der surrealistischen Kunst erstmals einen Rahmen schaffen, in dem die Präsentation selbst als surrealistische Produktion gelten konnte. Sie sollte als schöpferischer Akt ein surrealistisches Erlebnis sein, in dem Bilder und Objekte als Elemente in einem vollständig surrealistischen Environment dienen.
Am Ende des Jahres 1937 hatten Breton und Éluard Duchamp dazu eingeladen, Ideen für die geplante surrealistische Ausstellung beizusteuern. Duchamp hatte bereits mit Werken an vorherigen Ausstellungen teilgenommen, war aber nie Mitglied gemäß seiner Einstellung, keiner Gruppe angehören zu wollen. Duchamp nahm trotzdem die Einladung an, als Designer die Ausstellung mitzugestalten, und dies führte zur Mitarbeit an weiteren Projekten wie 1942 bei der Ausstellung First Papers of Surrealism in New York.

## Der Katalog und ein Nachschlagewerk
Der achtseitige Katalog, in dem mit unübersehbar großen Lettern und Versalien die Künstler aufgelistet wurden, gab Auskunft, wer sich für die Veranstaltung verantwortlich zeigte. Als Organisatoren fungierten André Breton und Paul Éluard, Marcel Duchamp war Generator-Schiedsrichter, Salvador Dalí und Max Ernst wurden als technische Beiräte geführt, der Beleuchtungsmeister war Man Ray, und Wolfgang Paalen bezeichnete sich als verantwortlich für Wasser und Buschwerk.
Zur Ausstellung erschien neben dem Katalog das unter der Leitung Bretons und Éluards von der Galerie Beaux-Arts herausgegebene 76-seitige Dictionnaire abrégé du surréalisme. Es war ein Wörterbuch des Surrealismus, mit einer Einleitung des französischen Kunstkritikers Raymond Cogniat, künstlerischer Direktor der Galerie Beaux-Arts, einer Umschlagillustration von Yves Tanguy und einem für die damaligen Verhältnisse umfangreichen Abbildungsteil, der den Abstammungsnachweis des surrealistischen Gesamtwerks resümiert. Darin sind alle Künstlernamen, „alle Stichworte, alle obsessionellen Begriffe und Motive, die neuen inspirativen Bildtechniken und die Ahnen“ vereinigt. Die alphabetisch geordneten Namen und Begriffe von „Absurde“ bis „Zen“ und „Zibou“ werden zumeist durch Zitate aus Schriften der maßgeblichen Mitglieder der Surrealistenbewegung erläutert. Einige Kunstwerke, die bei Redaktionsschluss nicht fertig waren, wurden geheimnisvoll angedeutet oder in Form von Skizzen abgebildet, so etwa Wolfgang Paalens Schwamm-Regenschirm Nuage articulé.

## Die Ausstellung
Die Ausstellung bestand aus drei Abteilungen: aus einem „Vorhof“ mit dem Taxi pluvieux (Regentaxi) von Salvador Dalí und aus zwei Hauptteilen, den Plus belles rues de Paris (Die schönsten Straßen von Paris) mit surrealistisch ausstaffierten Schaufensterpuppen – gemietet von einem französischen Hersteller – sowie aus einem von Marcel Duchamp und Wolfgang Paalen arrangierten und von Man Ray beleuchteten zentralen Raum. Dort hingen – schwach beleuchtet – an den Wänden und an Duchamps Drehtüren zwei Revolving-doors, Gemälde, Collagen, Fotos und Grafiken. Zudem waren auf verschiedenen Untersätzen Objekte aufgestellt. Der Raum selbst war mit Hilfe von Objekten und Gegenständen aus der Natur und der Zivilisation in ein „finster-absurdes Ambiente verwandelt: weniger Ausstellungsraum als Höhle und Schoß.“ Wolfgang Paalen installierte darin einen echten Seerosenteich, genannt Avant la mare, mit Schilf, Seerosen, Efeu und Wasser in einer mit Plastiktuch ausgefüllten Bodenfalte. Er ließ den gesamten Boden der Ausstellungsräume, inspiriert von einem eigenen Werk Le sol de la forêt von 1933, mit nassem Laub und feuchter Erde aus dem Friedhof Montparnasse bedecken.

### Die Eröffnung
Für den Eröffnungsabend – eröffnet wurde die Ausstellung zu später Stunde, um 22 Uhr, Abendgarderobe war vorgeschrieben – waren allerlei Erscheinungen angekündigt worden: Hysterie, ein Himmel voller fliegender Hunde und die Präsenz eines Androiden, eines Abkömmlings von Frankenstein. Marcel Duchamp war bei der Eröffnung nicht anwesend, er war mit seiner Lebensgefährtin Mary Reynolds nach London abgereist, um für Peggy Guggenheims Galerie Guggenheim Jeune Gemälde und Zeichnungen von Jean Cocteau auszuwählen und zu hängen. Die Galerie wurde am 24. Januar 1938 mit einer Jean-Cocteau-Ausstellung eröffnet. Gleichfalls nicht anwesend waren Joan Miró und Yves Tanguy, die den gemeinsamen Veranstaltungen ohnehin zumeist fernblieben, sowie René Magritte, der in Brüssel lebte.
Auf Vorschlag Dalís war von den Gestaltern gemeinsam eine Performance erarbeitet worden, bei der die französische Schauspielerin Hélène Vanel, mit Ketten um ihren nackten Körper, aus Kissen sprang, die auf dem Boden lagen. Sie plantschte wie wild in Paalens Teichinstallation Avant la Mare, wobei der Legende nach einem der eleganten Besucher ein Schlammspritzer in den staunend offenen Mund flog; sie erschien kurze Zeit später, mit einem zerrissenen Nachtgewand bekleidet, „und gab eine nur zu realistische Vorstellung eines hysterischen Anfalls.“

### Die Künstler
Die Veranstaltung zeigte 229 Werke von 60 Ausstellern aus 14 Ländern und umfasste Gemälde, Kunstobjekte, Collagen, Fotografien und Installationen. Teilnehmer waren Künstler und Schriftsteller wie Hans Bellmer, Leonora Carrington, Joseph Cornell und Óscar Domínguez; Salvador Dalí war mit sechs Gemälden, darunter Der große Masturbator von 1929 vertreten. Neben fünf Werken wie La Baguerre d’Austerlitz und einer Replik des Ready-mades Flaschentrockner von Marcel Duchamp waren Das Ultramöbel, 1937, von Kurt Seligmann, Skulpturen von Alberto Giacometti und Objekte von Meret Oppenheim, darunter das Déjeuner en fourrure (Frühstück im Pelz) von 1936 zu sehen. Ferner 14 Bilder von Max Ernst, darunter Das Rendezvous der Freunde, 1922, und L’Ange du foyer ou Le Triomphe du surréalisme von 1937; Stanley William Hayter, Georges Hugnet, Humphrey Jennings, Léo Malet; Die Erwartung, 1936, von Richard Oelze, Pablo Picasso mit zwei surrealistischen Bildern; Man Ray unter anderem mit A l’heure de l’observatoire – les amoureux, 1932–34, sowie Irrlichter von 1932–37; neun Werke von René Magritte, darunter Der Schlüssel der Felder aus dem Jahr 1936 und Der Therapeut II von 1937; acht frühe Bilder von Giorgio de Chirico; André Masson, Roberto Matta; mehrere Werke von Joan Miró, darunter Holländisches Interieur I von 1928; Wolfgang Paalen zeigte u. a. sein Bild Paysage totémique de mon enfance, sowie mehrere Objekte, darunter Le moi et le soi, Potènce avec paratonnèrre, einen lebensgroßen Holzgalgen mit Blitzableiter, gewidmet dem deutschen Philosophen und Wissenschaftler Georg Christoph Lichtenberg; Paalens Schwamm-Regenschirm Nuage articulé hing an einem Faden frei schwebend an der Decke. Des Weiteren wurden Werke von Roland Penrose, Jindřich Štyrský, Yves Tanguy mit neun Bildern, darunter De l’autre côte du pont von 1936, Toyen, Raoul Ubac und Remedios Varo gezeigt.

### Der Vorhof
Das Regentaxi Dalís im Vorhof – ein ehemaliges Taxi – das die Besucher empfing, war ein altes Automobil, von Efeu innen und außen umrankt, in dessen Fond eine weibliche Schaufensterpuppe mit zerzausten Haaren im Abendkleid zwischen Salatköpfen und Chicorée saß. Eine Nähmaschine befand sich auf dem Nebensitz. Der Chauffeur war eine Gliederpuppe, deren Kopf von einem knöchernen Haifischmaul gerahmt und deren Augen von einer dunklen Brille verdeckt war. Das Innere wurde ständig mit Wasser berieselt, sodass die Kleidung der „Dame“ durchnässt wurde und die blonde Perücke sich in filzige Strähnen auflöste, während Weinbergschnecken, die unter anderem auf der Stirn und am Hals der „Dame“ sichtbar sind, ihre schleimigen Spuren hinterließen.
Das Regentaxi stellte Dalí im Jahr 1974 zur Eröffnung des Teatre-Museu Dalí in seinem Geburtsort Figueres im Innenhof des Museums auf, sein Dach geschmückt mit der Großskulptur Esther von Ernst Fuchs.

### Die schönsten Straßen von Paris
Vom Vorhof gelangten die Besucher in einen langen Gang mit Straßenschildern. In den Plus belles rues de Paris stellten beispielsweise Marcel Duchamp, Max Ernst, Joan Miró, Man Ray, André Masson, Yves Tanguy und Wolfgang Paalen provozierend als Sexualobjekte gestaltete und bekleidete Schaufensterpuppen aus, die vor den Straßenschildern standen. Die 16 Figuren zeigten die Motive und Verfahren des Surrealismus, die in Verschleierung und Enthüllung bestanden und die gefesselte Begierde, die Macht der unbewussten Triebe und den Tabubruch ausdrückten.
Die Straßenschilder verwiesen teils auf surrealistische Obsessionen, hatten teils fiktiv-poetischen Charakter, nannten aber auch real existierende Straßennamen, wie die Rue Nicolas-Flamel in Paris, die an den mittelalterlichen Alchemisten Nicolas Flamel erinnerte, dessen Schriften von André Breton, Paul Éluard und Robert Desnos als Beispiele surrealistischer Poesie zitiert worden waren. In der Rue Vivienne hatte der Dichter Lautréamont gewohnt, dem die Surrealisten ihren Leitspruch von der Nähmaschine und dem Regenschirm auf dem Seziertisch verdankten. Nach Max Ernst provozieren bei der Begegnung zweier oder mehrerer „wesensfremde[r] Elemente auf einem ihnen wesensfremden Plan die stärksten poetischen Zündungen“. Die Passage des Panoramas verwies auf einen der Pariser Lieblingsorte der Surrealisten, die Rue de la Vieille Lanterne erinnerte an eine heute nicht mehr existierende Straße, in der Gérard de Nerval – von Breton mehrfach als Vorbild der Bewegung genannt – sich das Leben nahm, und die Porte de Lilas verwies auf den Intellektuellen-Treffpunkt La Closerie des Lilas. Andere Straßennamen waren mystifizierende Erfindungen, so die Rue de la Transfusion du Sang (Straße der Bluttransfusion) oder die Rue de Tous les Diables (Straße aller Teufel).
Große Beachtung erfuhr Massons Puppe, deren Kopf er in einen Vogelkäfig zwängte, in dem rote Fische aus Zelluloid angebracht waren. Sie war mit einem Samtband geknebelt, das an der Stelle des Mundes ein Stiefmütterchen trug. Unter der Puppe „wuchsen aus einem Boden von groben Salzkörnern kleine, in Fallen gefangene rote Paprikaschoten, die sich wie viele winzige Erektionen zum Geschlecht der Puppe hinaufstreckten.“ Marcel Duchamp stattete seine Schaufensterpuppe mit Filzhut, Hemd, Krawatte und Jackett eines Mannes aus; eine rote Glühbirne blinkte in der Brusttasche, unten war sie nackt – „Rrose Selavy (Duchamps alter Ego) in einer ihrer provokanten und androgynen Launen“. Yves Tanguy behängte sie mit phallusartigen Spindeln, Man Ray versah seine Figur mit dicken Tränen und verzierte ihren Kopf mit Tonpfeifen und aufgesetzten Glasblasen; Wolfgang Paalen benutzte Pilze und Moos, um seine Puppe damit zu überwuchern, und stattete sie zudem mit einer riesigen vampirhaft aufgespannten Fledermaus aus; Óscar Domínguez stellte seiner Figur einen gewaltigen Siphon zur Seite, aus dem ein mächtiger Stoffstrahl schoss. Sonia Mossé zeigte einen weiblichen Mannequin, dessen Haupt mit einem langen, dunklen Schleier bedeckt war und unter dem sich sehr helle, kurzfrisierte Haare verbargen. Die weißlichen Wimpern sahen organisch aus. Auf den Lippen thronte eine große Käferattrappe. Der nackte Körper war spärlich mit Seerosenblättern und weiteren Käfern bedeckt. Ein Skorpion saß im Bauchnabel, und zwischen den Beinen ragte der Kelch einer Calla-ähnlichen Blüte hervor – „die einzige Mannequin-Künstlerin hat damit auch die einzige dezidiert phallische Interpretation des Puppengeschlechts im engeren Sinn vorgenommen“. Max Ernst legte seiner „schwarzen Witwe“ einen löwenköpfigen, farbbespritzten liegenden Mann zu Füßen. Ihr hochgezogener Rock zeigte Dessous, in denen eine Glühlampe brennen sollte, was Breton jedoch unterband. Die Besucher konnten erst auf den zweiten Blick erkennen, dass es sich um „künstliche“ Frauen handelte.

### Der zentrale Raum der Inszenierungen
Die schönsten Straßen von Paris mündeten in den Hauptraum. Duchamp hatte die Decke mit 1200 hängenden Kohlensäcken ausgestattet, die anstelle von Kohlen mit Zeitungspapier ausgestopft waren; trotzdem rieselte aus ihnen ein stechend riechender schwarzer Staub herab. Sie wirkten wie moderne Stalaktiten, die die Kategorien von Decke und Boden invertieren. Da Man Rays Beleuchtung des Raums durch Soffitten während des Abends der Eröffnung nicht funktionierte, waren die Besucher gezwungen, die an sie verteilten Taschenlampen einzusetzen, um sich in der Düsternis des Raums zurechtzufinden. Häufig vergaßen sie, diese zurückzugeben. Man Ray bemerkte später spöttisch: „Unnötig zu erwähnen, daß die Taschenlampen mehr in die Gesichter der Leute als auf die Werke selbst gerichtet wurden. Wie bei jeder überfüllten Eröffnung wollte jeder wissen, wer sonst noch da war.“
Auf dem von Wolfgang Paalen mit Blättern bedeckten und sanft gewellten Boden gab es einen Teich mit Seerosen und Schilf und einen auf einem Podest thronenden Brasero, eines der eisernen Glutbecken auf den Terrassen der Pariser Cafés, um die sich Cafébesucher im Winter häufig scharten. In den Ecken des Raums standen unter golddurchwirkten Seidendecken vier prächtige Betten als Zeichen der Liebe, vor einem stand ein alter Stuhl, der mit Efeu berankt war, gestaltet bereits 1936 von Wolfgang Paalen und als Leihgabe Marie-Laure de Noailles in der Ausstellung, die den Chaise envahie de lierre sonst in ihrem Badezimmer aufbewahrte: Sinnbild der Entmachtung des Männlichen (Thrones) durch die weibliche Natur. Lautsprecher verbreiteten beklemmende Geräusche, es erklangen Marschschritte von Soldaten. Der Duft von Kaffeebohnen, die hinter einem Wandschirm auf einem elektrischen Ofen geröstet wurden, durchzog den Raum. Vorn stand das Objekt Jamais (Niemals) von Oscar Dominguez, ein Grammophon, auf dessen Scheibe sich ein nachgebildeter Bauch drehte und aus dessen Trichter, der sich zu einer ausgestreckten Hand über dem Bauch verjüngte, Frauenbeine ragten. Kurt Seligmann stellte einen Hocker auf vier Frauenbeinen mit dem Titel Ultramöbel aus, und Georges Hugnets La Table est mise war ein Tisch, aus dem ein Puppenkopf mit blondem Haar wuchs. Die Wände hingegen waren nach klassischer Art mit vielen programmatischen Gemälden, Zeichnungen und Collagen geschmückt wie Dalís Werk Der große Masturbator. Durch Duchamps zwei Drehtüren war eine Bilderzirkulation hergestellt. Ziel der Inszenierung war es, die Besucher in eine Welt der Überraschungen, des Wahns, der Provokationen zu versetzen und die Ausstellung als das begehbare Unfassbare zu gestalten.
Einige Historiker sehen die gesamte Installation, einschließlich Duchamps mit leeren Kohlensäcken bedeckte Decke, als die bedrohte Lage des Surrealismus an sich, gespiegelt in der unmittelbaren Kriegsbedrohung, andererseits aber auch als eine Art übergroße Gebärmutter als Vademecum gegen die tieferen Gründe für die Krise, die in den paternalistischen Fixierungen der gesamten Epoche lägen. Insbesondere Paalens Biograf Andreas Neufert vertritt die letztere Lesart und sieht in der Installation ein Symptom für eine ideologische Verschiebung innerhalb des Surrealismus, weg von Sigmund Freuds rigider Theorie des Ödipus-Komplexes hin zu Ideen um Otto Ranks Theorie vom Geburtstrauma und seiner Anerkennung der emotionalen Natur des Kindes und seiner Mutterbindung, die zu dieser Zeit im Surrealismus allein Paalen und seine Frau Alice Rahon vertraten.

## Zeitgenössische Rezeption
Die Exposition Internationale du Surréalisme war ein gesellschaftliches Großereignis, das das Publikum in Scharen anlockte. Am Abend der Eröffnung besuchten über 3000 Menschen die Ausstellung; zeitweise war das Gedränge dabei so groß, dass die Polizei eingreifen musste. Auch danach sahen sich im Schnitt 500 Menschen täglich die als Spektakel beworbene Schau an. Die Ausstellung zog ein überwiegend bürgerliches Publikum an, darunter auch viele ausländische Gäste: „[Zur Eröffnung] kam das Tout-Paris der Premièren, dann eine außergewöhnliche Menge schöner Amerikanerinnen, deutscher Juden und alter verrückter Engländerinnen […] noch nie haben sich Leute von Welt so auf die Füße getreten […].“
Vor der Eröffnung hatte Raymond Cogniat der Presse explizit eine Atmosphäre der Beklommenheit angekündigt: „Es ist ein Aufstieg in eine geheimnisvolle Welt, wo das Burleske weniger seinen Ort hat als die Beklommenheit, wo das Lachen der Besucher ihre Unruhe verbirgt, wo selbst ihre Wut ihre Niederlage zeigt. Der Surrealismus ist kein Spiel, er ist eine Besessenheit.“ Diese erhoffte Wirkung übte die Ausstellung allerdings nur auf wenige Besucher aus, die eher im Ausnahmefall mitteilten, ein „Gefühl der Unruhe, der Klaustrophobie und die Ahnung eines fürchterlichen Unglücks“ vernommen zu haben, wie Marie-Louise Fermet in La Lumière schrieb. Im Le Figaro littéraire beschrieb Jean Fraysee eine Gleichzeitigkeit der Verunsicherung, der Melancholie und des schwarzen Humors in der Atmosphäre – und bestätigte damit, dass die Ziele der Ausstellungsmacher erreicht worden waren.
In vielen anderen Fällen äußerte sich die Presse jedoch ausgesprochen negativ über die „bemühten Verrücktheiten“ der Surrealisten, die nur noch eine „Sammlung trauriger Scherze“ zu bieten gehabt hätten. Viele Journalisten bekannten, in der Tat mit Lachen auf die Exponate reagiert zu haben, jedoch nicht, um damit Angst zu kaschieren, sondern weil sie an „Fastnachtsvergnügungen“ erinnert worden seien. Etliche Presseberichte betonten demonstrativ die angebliche Harmlosigkeit der Ausstellung und bezeichneten den Surrealismus wenig schmeichelhaft als „Kunst ohne Gefahr“. Das Magazin Paris Midi urteilte, dass die Surrealisten keine enfants terribles mehr seien, sondern lediglich „eine Gruppe von netten Jungs, die nostalgisch und unterentwickelt“ ihrer Arbeit nachgingen. Für die Kunsthistorikerin Annabelle Görgen enthielten derartige Reaktionen jedoch „zu viel Polemik, als daß von einem distanziert lächelnden ‚Amüsieren‘ gesprochen werden könnte […]. In dem Gelächter fand sich vielmehr eine Verteidigungshaltung zumindest vor dem Alogischen.“ Die beißende Kritik vieler Zeitungen wertete sie letztlich doch als Erfolg der Surrealisten, da sich in ihr jene Wut manifestiert hätte, die die Künstler expressis verbis evozieren wollten.
Die meisten Kritiker verspotteten einzelne Objekte, verkannten dabei aber das auf eine Gesamterfahrung zielende Konzept der Ausstellung. Selbst weniger voreingenommene Kommentatoren wie Josef Breitenbach, einer der Fotografen, die die Ausstellung umfangreich dokumentierten, griff einzelne Positionen – durchaus lobend – heraus, ohne der Ausstellung insgesamt etwas abgewinnen zu können. Er würdigte Werke von Duchamp, de Chirico, Miró, Ernst, Wolfgang Paalens und anderen, sprach aber zusammenfassend dennoch von einem „Salat der Outriertheiten und Geschmacklosigkeiten“. Dieses harsche Urteil zeigt beispielhaft, dass das eigentlich Innovative der Ausstellung, die Totalinszenierung, von den Zeitgenossen noch kaum erkannt wurde.

## Bedeutung für die Kunstgeschichte

### Fotografen der Ausstellung
Kenntnisse über die Ausstellung vermitteln vor allem die zahlreich erhaltenen Fotografien, wie beispielsweise die von Raoul Ubac, Josef Breitenbach, Robert Valencay, Man Ray, Denise Bellon und Thérèse Le Prat, die sich in der Mehrzahl nicht nur in Einzelbildern, sondern in ganzen Bildsequenzen mit den surrealistischen Mannequins auseinandersetzen. Man Ray dokumentierte die Ausstellung 1966 als Buch. Es erschien in limitierter Auflage unter dem Titel Résurrection des mannequins in Paris bei Jean Petithory. Enthalten sind neben einem erklärenden Text 15 Fotografien als Gelatinesilber-Abzüge.

### Die Puppe als Objektkunst
Die surrealistischen Künstler waren an den Puppen besonders interessiert. In ihnen klingt der Künstlermythos von Ovids Pygmalion an; Pygmalion war ein Bildhauer, der eine perfekte Frau als Skulptur schuf, sich in sie verliebte, und Venus bat, die Skulptur zum Leben zu erwecken. Raoul Hausmann, Künstler des Dada, aus dem der Surrealismus hervorging, hatte bereits 1919 einen Objektkopf geschaffen mit dem Titel Mechanischer Kopf – Der Geist unserer Zeit. Dieser bestand aus einem umdekorierten Pappmaché-Kopf, wie ihn Friseurlehrlinge zum Erlernen des Perückenmachens nutzten. Der Alltagsgegenstand verliert damit seine gewöhnliche Funktion und erfährt seine Umwandlung zur künstlerischen Idee. Hausmann war beteiligt an der Ersten Internationalen Dada-Messe, die 1920 in Berlin stattgefunden hatte. Der 1938 nach Paris emigrierte deutsche Bildhauer und Fotograf Hans Bellmer, Teilnehmer der Ausstellung, experimentierte bereits seit Anfang der 1930er Jahre mit Puppen.
In einer Ausstellung der Schirn Kunsthalle Frankfurt lief Anfang 2011 eine Ausstellung mit dem Titel Surreale Dinge. Skulpturen und Objekte von Dalí bis Man Ray, die unter anderem dokumentarische Fotografien von Raoul Ubac und Denise Bellon von den Mannequinpuppen zeigte. Nach Aussage der Schirn zeugen sie „von der Leidenschaft der Surrealisten für die Ikonografie der Puppe und geben die Lust an der Sexualisierung von Körpern durch surrealistische Methoden wie Kombinatorik, Verschleierung und Enthüllung wieder“.

### Die Ausstellung als Abschlussmanifestation

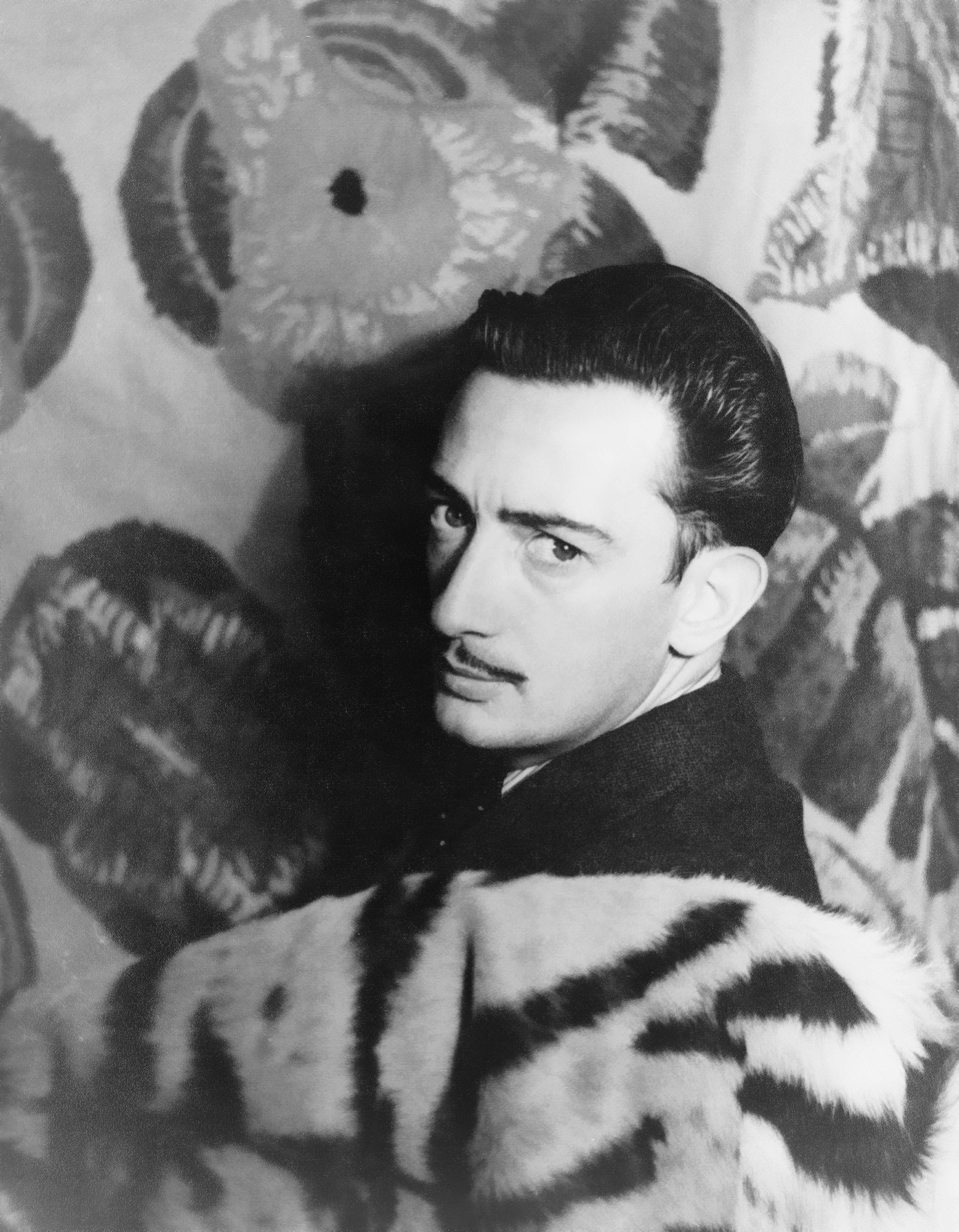
Salvador Dalí 1939, der ausgeschlossene Surrealist. Fotograf: Carl van Vechten

Die Ausstellung aus dem Jahr 1938 sollte sich, gewollt oder ungewollt, als letzter Höhepunkt und Abschlussmanifestation der surrealistischen Bewegung erweisen, die noch einmal alle Kräfte sammelte, um ihre Bedeutung und das Herausforderungspotential zu bündeln. Die politischen Umstände sowie die persönlichen, politisch motivierten Differenzen – beispielsweise 1938 zwischen Breton und Éluard, der sich dem Stalinismus angenähert hatte – veranlassten Éluard, aus der Surrealistengruppe auszutreten. Max Ernst und Man Ray schlossen sich ihm solidarisch an. Der endgültige Bruch zwischen Breton und Dalí erfolgte 1939, und das vorläufige Ende der surrealistischen Gemeinschaft war besiegelt.

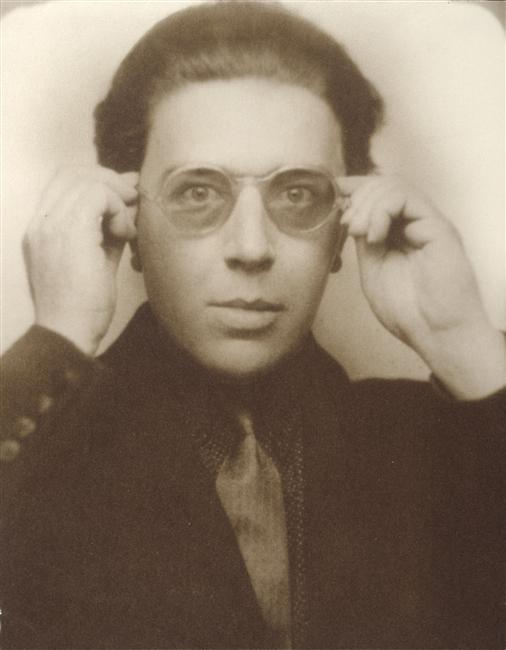
André Breton, 1924

Im Zweiten Weltkrieg suchten viele Künstler Exil in den Vereinigten Staaten; ihr Einfluss war entscheidend für die späteren Kunststile wie Abstrakter Expressionismus, Neo-Dada und Pop Art. 1942 organisierte Breton zusammen mit Duchamp – beide waren aus Frankreich emigriert – die Ausstellung First Papers of Surrealism in Manhattan.
Als Breton und Duchamp nach dem Krieg in Paris die Ausstellung Le Surréalisme en 1947 in der Galerie Maeght eröffneten, ging Breton noch einmal auf die Ausstellung von 1938 ein. Er bemerkte, dass diese einerseits das surrealistische Vorhaben, das an der Grenze zwischen Poesie und Realität angesiedelt sei, habe darstellen, andererseits aber auch das geistige Klima von 1938 habe anschaulich machen sollen. Nach Bretons Biografen Volker Zotz hatte die Ausstellung im Jahre 1947 jedoch nicht die Wirkung ihres Pariser Vorgängers aus dem Jahr 1938 und sei als zu exklusiv kritisiert worden. Den Nachkriegs-Surrealismus beschrieb er als „esoterischen Zirkel“, während vieles, was aus seiner Wurzel stammte, Weltgeltung erreicht hätte. Duchamps Biograf Calvin Tomkins beschrieb sie als das „letzte Hurra der Bewegung.“ Die Nachkriegsepoche habe andere Ventile gefunden, in Europa den Existentialismus und in den Vereinigten Staaten den Abstrakten Expressionismus.

### Einfluss auf die Rauminszenierungen ab den 1960er Jahren
Innerhalb der Geschichte der Kunstausstellung war die Absage an den weißen Galerieraum der Moderne und der Inszenierungscharakter, der gleichberechtigte Einsatz von Kunstwerk und Fundstück, ein maßgeblicher Vorläufer für die Rauminszenierungen und Installationen der 1960er Jahre. Unmittelbar an den Charakter der Ausstellung von 1938 knüpften 1962 Jean Tinguely, Daniel Spoerri, Robert Rauschenberg, Martial Raysse, Niki de Saint Phalle, Per Olof Ultvedt und Pontus Hultén, als Organisator, mit Dylaby (dynamisches Labyrinth) im Stedelijk Museum an. Mit der Ausstellung BEUYS des Bildhauers Joseph Beuys im Museum Abteiberg im September und Oktober 1967 sowie den Ausstellungen 503 (1600 Cubic Feet) Level Dirt von Walter De Maria im September und Oktober 1968 in der Galerie von Heiner Friedrich in München und Senza titolo (Dodici Cavalli Vivi) von Jannis Kounellis, der in der Galleria L’Attico in Rom 1969 zwölf lebendige Pferde ausstellte, und anderen, setzte sich der Künstler-Raum und die Künstler-Ausstellung, „ausgehend von der surrealistischen Praxis, zu einer eigenen Einrichtung innerhalb des Mediums Ausstellung“ durch. Diese ihrerseits hatten die Künstlerräume der 1980er Jahre zur Folge.

### Rekonstruktionen
Von März bis Mai 1995 fand in der ein Jahr zuvor gegründeten Ubu Gallery in New York eine „Hommage“ an die wegweisende Ausstellung des Jahres 1938 statt. Gezeigt wurden Exponate, Fotografien und Duchamps Installation des Hauptraums.
Eine weitere Reminiszenz präsentierte das Wilhelm-Hack-Museum in Ludwigshafen im Rahmen ihrer Ausstellung mit dem Titel Gegen jede Vernunft. Surrealismus Paris–Prag im Jahr 2009/10. Sie zeigte eine Teilrekonstruktion: Zu sehen war der Hauptraum mit den Kohlensäcken an der Decke, Laub auf dem Boden, Glutbecken und Bett sowie Gemälden an der Wand. Eine Tonspur füllte den Raum mit den Geräuschen marschierender Soldaten und mit „hysterischem Gelächter“. Die Besucher mussten wie im Jahr 1938 das Interieur mit einer Taschenlampe besichtigen.
Die Fondation Beyeler in Riehen bei Basel zeigte als erste umfassende Surrealismus-Ausstellung in der Schweiz ab dem 2. Oktober 2011 bis zum 29. Januar 2012 Werke der Surrealisten, auf der die Besucher – wie in der Ausstellung von 1938 – durch imitierte Pariser Straßenschilder, mit fiktiven oder realen Namen, geleitet werden. Die Ausstellung trug den Titel Dalí, Magritte, Miró – Surrealismus in Paris.